# 吉森 (下萨克森州)
吉森（德語：Giesen，發音：[ˈɡiːzn̩]）是德国下萨克森州希尔德斯海姆县的市镇，面积34平方千米，2023年12月31日人口为9,747人。